# Мирленбах
Мирленбах (њем. Mürlenbach) општина је у њемачкој савезној држави Рајна-Палатинат. Једно је од 109 општинских средишта округа Вулканајфел. Према процјени из 2010. у општини је живјело 598 становника. Посједује регионалну шифру (AGS) 7233227.

## Географски и демографски подаци
Мирленбах се налази у савезној држави Рајна-Палатинат у округу Вулканајфел. Општина се налази на надморској висини од 323 метра. Површина општине износи 21,6 km². У самом мјесту је, према процјени из 2010. године, живјело 598 становника. Просјечна густина становништва износи 28 становника/km².